# Елба (Небраска)
Елба (англ. Elba) — селище (англ. village) в США, в окрузі Говард штату Небраска. Населення — 192 особи (2020).

## Географія
Елба розташована за координатами 41°17′7″ пн. ш. 98°34′9″ зх. д. / 41.28528° пн. ш. 98.56917° зх. д. (41.285311, -98.569262).  За даними Бюро перепису населення США в 2010 році селище мало площу 0,95 км², уся площа — суходіл.

## Демографія
Згідно з переписом 2010 року, у селищі мешкало 215 осіб у 98 домогосподарствах у складі 55 родин. Густота населення становила 226 осіб/км².  Було 115 помешкань (121/км²).
Расовий склад населення:
| - 96,7 % — білих - 0,5 % — чорних або афроамериканців |

До двох чи більше рас належало 2,8 %. Частка іспаномовних становила 2,3 % від усіх жителів.
За віковим діапазоном населення розподілялося таким чином: 25,1 % — особи молодші 18 років, 61,4 % — особи у віці 18—64 років, 13,5 % — особи у віці 65 років та старші. Медіана віку мешканця становила 39,3 року. На 100 осіб жіночої статі у селищі припадало 102,8 чоловіків;  на 100 жінок у віці від 18 років та старших — 109,1 чоловіків також старших 18 років.
Середній дохід на одне домашнє господарство  становив 53 896 доларів США (медіана — 58 125), а середній дохід на одну сім'ю — 59 527 доларів (медіана — 65 938). Медіана доходів становила 37 426 доларів для чоловіків та 22 500 доларів для жінок. За межею бідності перебувало 14,0 % осіб, у тому числі 18,1 % дітей у віці до 18 років та 10,5 % осіб у віці 65 років та старших.
Цивільне працевлаштоване населення становило 151 осіб. Основні галузі зайнятості: освіта, охорона здоров'я та соціальна допомога — 31,1 %, будівництво — 15,9 %, виробництво — 12,6 %, сільське господарство, лісництво, риболовля — 9,9 %.